# Магистрала 43 на САЩ
Магистрала 43 на САЩ (на английски: United States Route 43) е пътна магистрала, част от Магистралната система на Съединените щати преминаваща през щатите Алабама и Тенеси. Обща дължина 408,1 мили (656,7 km), от които в Алабама 353,1 мили (568,2 km), в Тенеси 55,0 мили (88,5 km),.
Магистралата започва в центъра на пристанищния град Мобил, разположен в южната част на щата Алабама. Насочва се на север, пресича цялата западна част на щата, като преминава през 10 окръжни центъра. На 17 km северно от град Флорънс напуска пределите на Алабама и навлиза в южната част на щата Тенеси. Тук преминава през град Лорънсбърг и завършва в центъра на град Колумбия при 695,9 km на Магистрала 31 на САЩ.
| Щат     | мили  | km    | Градове (центрове на окръзи), граници, реки и др. | Щат    | мили  | km    | Градове (центрове на окръзи), граници, реки и др. |
| ------- | ----- | ----- | ------------------------------------------------- | ------ | ----- | ----- | ------------------------------------------------- |
| Алабама |       |       |                                                   |        | 310,9 | 342,2 | гр. Ръселвил                                      |
|         | 0,0   | 0,0   | гр. Мобил                                         |        | 342,2 | 550,7 | гр. Флорънс                                       |
|         | 75,8  | 121,9 | гр. Гроув Хил                                     |        | 353,1 | 568,2 | граница с Тенеси                                  |
|         | 119,5 | 192,3 | гр. Линдън                                        | Тенеси | 353,1 | 568,2 |                                                   |
|         | 160,7 | 258,6 | гр. Еуто                                          |        | 0,0   | 0,0   | граница с Алабама                                 |
|         | 194,3 | 312,7 | гр. Тъскълуса                                     |        | 23,0  | 37,0  | гр. Лорънсбърг                                    |
|         | 240,2 | 386,6 | гр. Файет                                         |        | 55,0  | 88,5  | гр. Колумбия, 696 km                              |
|         | 280,2 | 490,9 | гр. Хамилтън                                      | Общо   | 408,1 | 656,7 |                                                   |